# みやぎ仙南農業協同組合
みやぎ仙南農業協同組合（みやぎせんなんのうぎょうきょうどうくみあい）は、宮城県柴田郡柴田町西船迫に本店を置く農業協同組合。愛称はJAみやぎ仙南。

## 概要
1998年4月1日に、仙南地区内陸部2市7町を管轄する7つの単位農協の合併により発足する。
2015年末に宮城県農業協同組合中央会が、県内の14農協を3農協へ再編する方針を提示したことを受け、JAみやぎ仙南は、名取岩沼農協、みやぎ亘理農協、岩沼市農協と合併に向け検討を開始している。本農協では合併に前向きな姿勢が見られたが、他の農協は否定的であり、合併協議も為されなかった。
農協ではあるが、日本生活協同組合連合会および宮城県生活協同組合連合会に加盟する、生活協同組合でもある。
かつては、村田町と川崎町から指定金融機関を受託していたが、2016年10月1日付で両町共に他金融機関に変更したため、従来からの七十七銀行と同じく、指定代理金融機関となった。

## 沿革
- 1998年（平成10年）4月1日 - 仙南地区内陸部の7農業協同組合の合併により、みやぎ仙南農業協同組合として発足。